# Giác quan
Giác quan là những năng lực sinh lý của các sinh vật nhằm cung cấp thông tin nhận thức về thế giới. Hệ thần kinh có hệ giác quan hoặc các cơ quan chuyên biệt để cảm nhận từng giác quan như: nhìn, nghe, nếm, ngửi, tiếp xúc, sự thăng bằng, sự chuyển động, nhiệt độ, đau, phương hướng...
Tổng là có 5 loại giác quan là thính giác, vị giác, khứu giác, xúc giác và thị giác